# 다카시마성

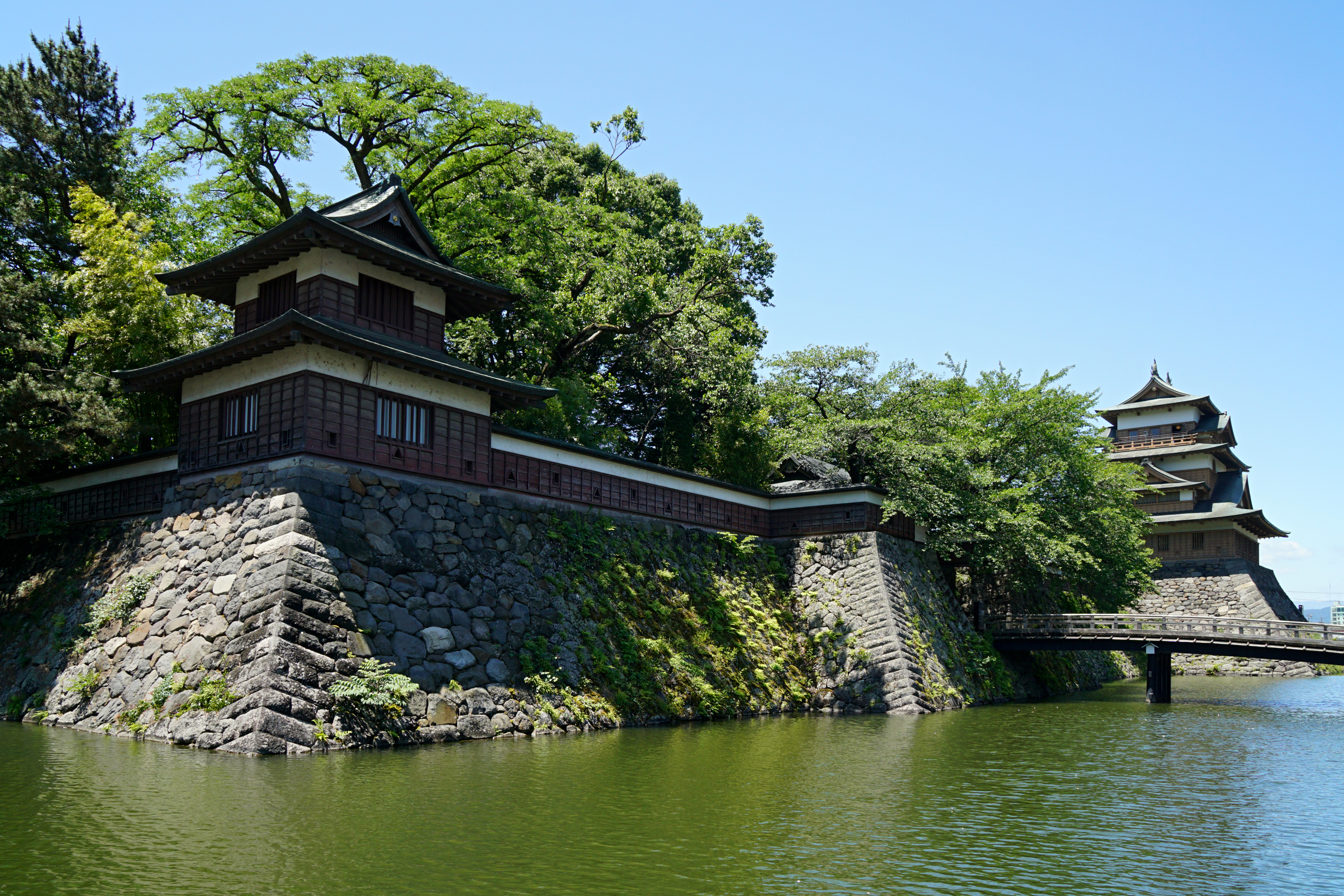
다카시마 성의 천수각

다카시마성(일본어: 高島城)은 나가노현 스와시 다카시마에 있는 연곽식 평성이다. 다른 이름으로는 스와노우키시로(諏訪の浮城, '스와의 떠있는 성') 또는 시마자키 성(島崎城)이라고 불린다.

## 개요
일찍이 스와호에 솟아있는 호반 성으로 《스와의 떠있는 성》이라고 불렸지만, 에도 시대 초기에는 스와 호가 간척되어 호반 성의 면면을 잃었다. 그럼에도 불구하고 별명이 스와에 떠있는 성이기 때문에 일본 3대 호반성의 하나로 치고 있다. 성곽의 형식은 연곽식 평성이다. 천수는 독립식 망루형이며 3층5계인 건물이다. 지붕은 토기와가 아닌 전나무 껍질로 덮었다.
에도 시대 스와 번의 번청이 있었고, 번주의 거처이기도 했다. 1875년 (메이지 8년) 천수를 포함하여 대부분의 건물은 해체 매각되어, 잠시 동안 성에는 석벽과 해자만 있었다. 현재 니노마루와 산노마루는 택지로 조성되었고, 혼마루에는 천수와 망루, 문, 담이 복원되어 다카시마 공원(高島公園)으로 정비되었다.

## 역사 및 연혁

### 에도 시대
- 1590년 스와 요리타다가 무사시 국 나라나시로 전봉된다. 후임으로 히네노 다카요시가 자우스 산에 있던 옛 다카시마 성에 입성한다.
- 1592년 현재 터인 다카시마 성의 축성을 개시한다.
- 1598년 다카시마 성이 완성되었다.
- 1601년 히네노 가문은 시모쓰케 국 미부 번으로 전봉되었고, 후다이 다이묘인 스와 요리미즈가 2만 7천 석에 입봉한다.
- 다시금 스와 가문의 영지로 되었고, 이대로 메이지 유신까지 이어져 온다.
- 1786년 석벽등이 보수되었다.

### 메이지 시대이후

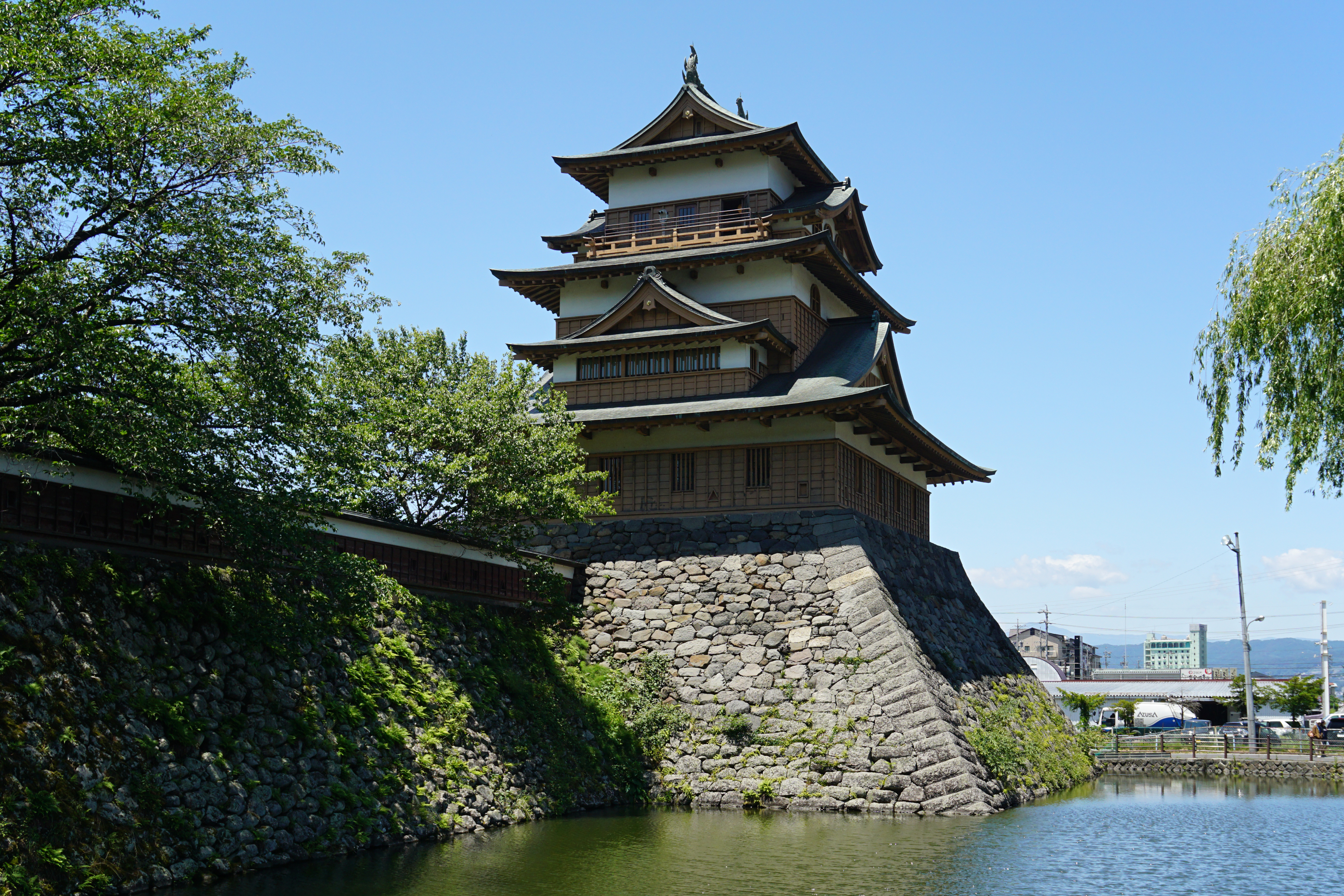
다카시마 성의 천수각

- 1871년 (메이지 4년) 폐번치현에 따라 다카시마 현으로 되어 현청사로 사용되었다.
- 1875년 (메이지 8년) 천수를 포함 대부분의 건물이 해체 매각된다.
- 1876년 (메이지 9년) 다카시마 공원으로 정비되어 일반에 공개되었다.
- 1970년 (쇼와 45년) 천수, 망루, 문, 담을 복원하였다.

## 남아 있는 건물
니노마루, 산노마루는 택지로 개발되었지만, 혼마루는 다카시마 공원으로 정비되었고, 석벽 및 해자도 잘 보존되어 있다.
건물로는 산노마루에 있었던 성문이 혼마루로 이축되었으며, 어느 곳에 있었던 문인지는 모르지만, 오센지 및 조코지에 각각 이축되었다. 또, 노 (연극) 무대가 온센지 본당의 일부로 이축되었다.

## 교통
- JR 동일본 가미스와역 하차 도보로 15분

## 같이 보기
- 일본 3대 호반성
  - 다카시마 성
  - 마쓰에성
  - 제제 성